# 아마라바티 (신화)

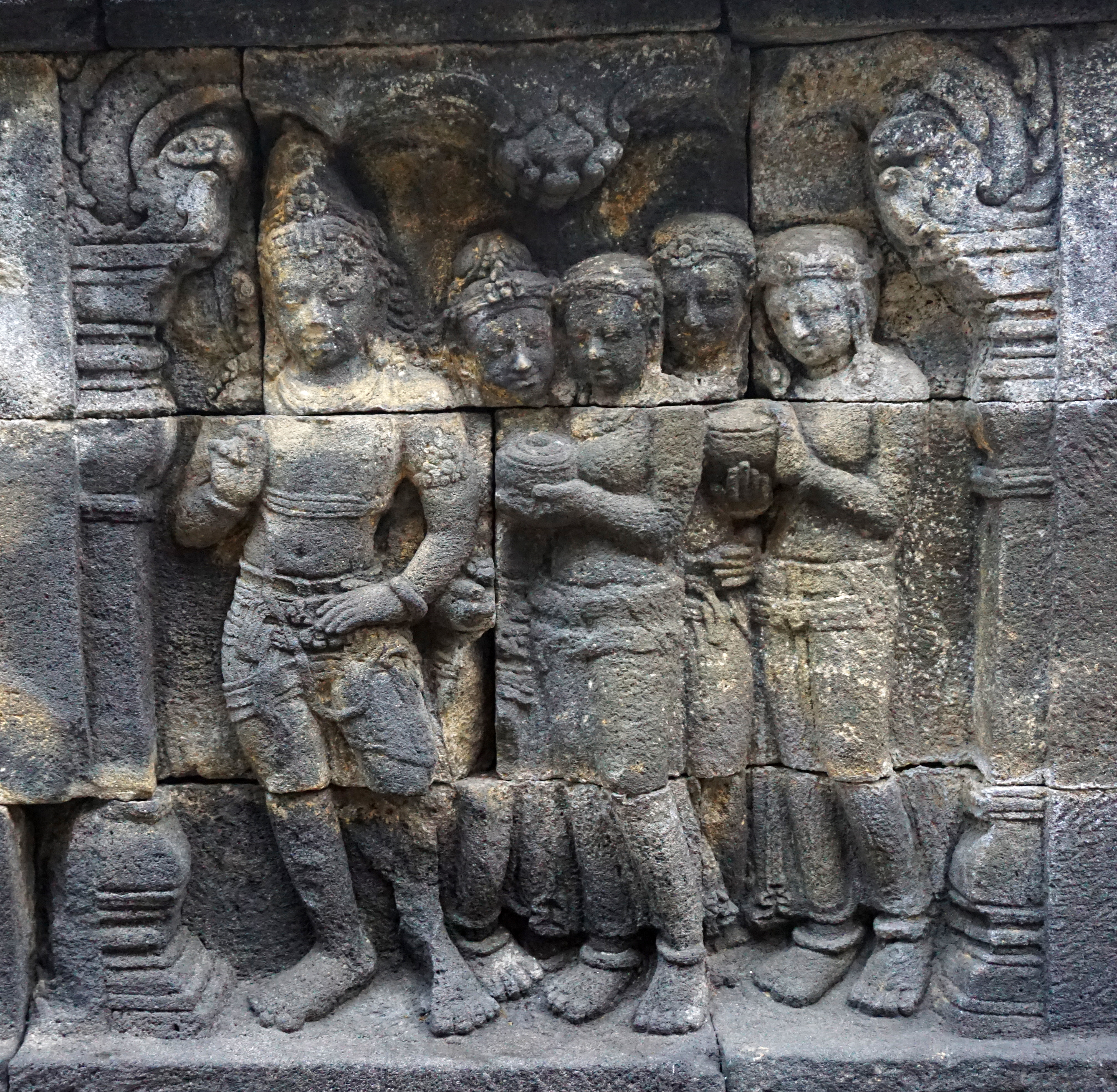
인드라와 그의 수행원, 보로부두르 사원의 조각.

아마라바티(산스크리트어: अमरावती)는 힌두교, 불교, 자이나교에서 천신의 왕 인드라의 영역인 스바르가의 수도이다. 푸라나에서는 '천신들의 도시'를 의미하는 데바푸라와 '태양의 찬란함'을 의미하는 푸샤바사라고도 불린다.

## 설명

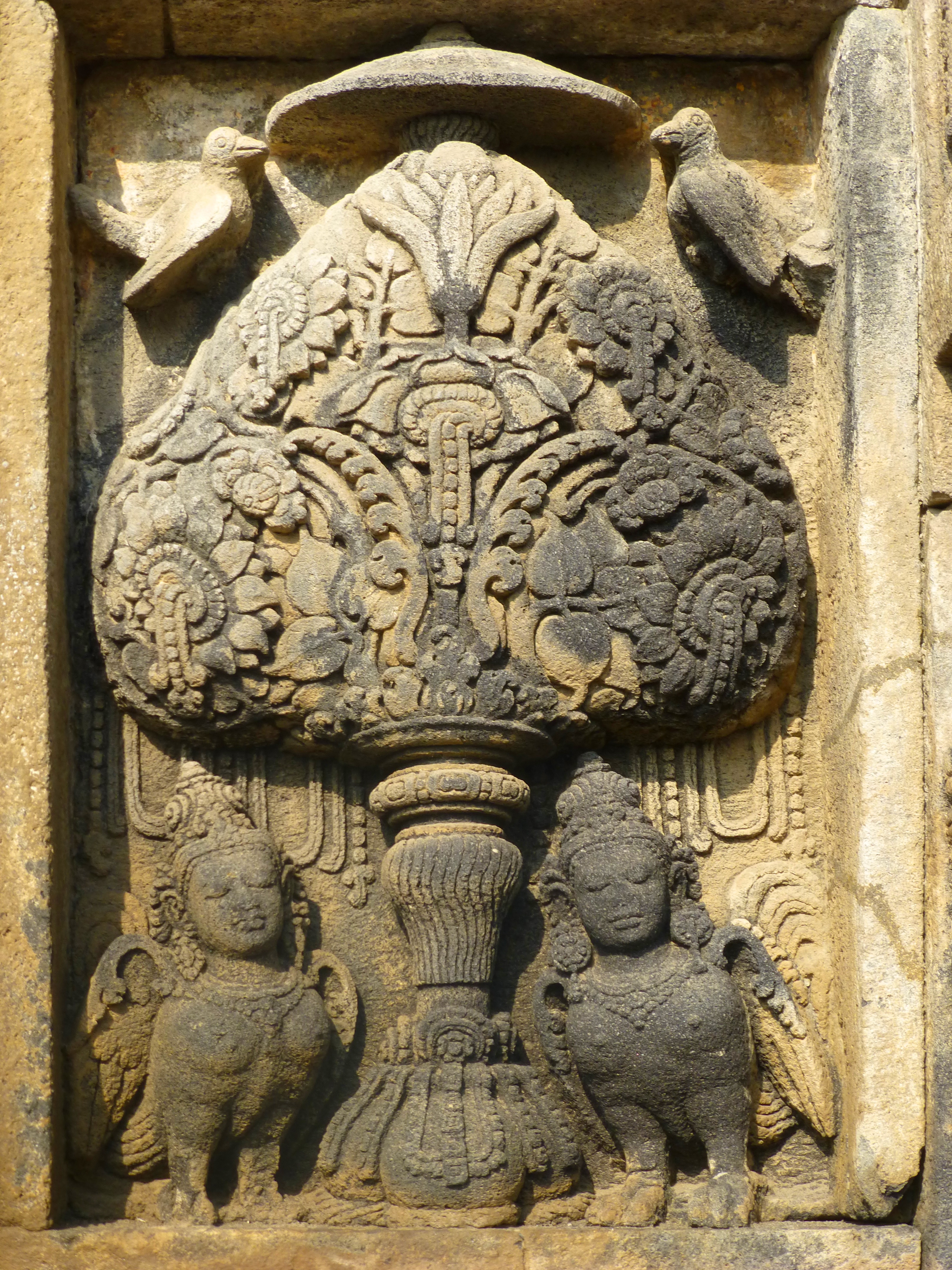
자와의 칼파브리크샤 및 킨나라 조각.

힌두 전통에서 아마라바티는 천신의 건축가이자 브라흐마의 아들인 비슈바카르마에 의해 지어졌지만 때때로 카샤파의 아들로 묘사되기도 한다. 아마라바티의 중심에는 인드라 또는 불교의 제석천의 궁전인 바이자얀타가 있다. 인드라의 천국은 난다나 바나라고 불리는 하늘의 정원이 있는 고결한 사람들만을 위한 지역으로, 여기에는 소원을 이루는 칼파브리크샤와 같은 신성한 나무와 히비스커스, 장미, 히아신스, 후리지아, 목련, 치자나무, 자스민, 허니서클, 향기로운 아몬드 추출물이 궁전 측면에 뿌려진다. 향기로운 숲은 아프사라가 차지한다. 낮은 감미로운 음악이 이 땅에서 연주된다고 한다. 인드라의 거처는 둘레가 800마일이고 높이가 40마일이다.
아마라바티의 거주자에는 데바, 다나바, 간다르바, 킨나라, 우라가 및 라크샤사 뿐만 아니라 이 영역에서 데바와 동등한 행운의 인간이 포함된다.
아마라바티의 기둥은 다이아몬드로 구성되어 있으며 가구는 순금으로 만들어졌다. 아마라바티의 궁전도 금으로 만들어졌다. 기분 좋은 산들바람은 장밋빛 꽃의 향기를 실어 나른다고 묘사된다. 아마라바티의 주민들은 음악, 춤 및 모든 종류의 축제로 즐거움을 얻는다. 신성은 전 지역을 가득 채운다고 한다. 아마라바티의 접견실은 트라야스트림사라고 불리는 33명의 천신과 48,000명의 리쉬, 그리고 수많은 수행원을 수용한다. 마하바라타에서 인드라는 아마라바티에 푸쉬카라-말리니로 알려진 또 다른 천상의 회의장을 가지고 있으며 자신이 지은 것으로 설명된다.

## 문학

### 스칸다 푸라나
스칸다 푸라나에서 도시의 주변 환경은 다음과 같이 설명된다.
천국의 정원 난다나는 그곳의 훌륭한 마하칼라바나에 있었다. 카마데누는 희망하는 부엉이들의 최고의 힘으로 알려져 있고 명성이 자자했다. 그녀는 항상 그곳에서 마하칼라 마헤바라를 섬겼다. 그 훌륭한 나무 파리자타(그를 섬겼다). 색이 바래지 않는 연꽃이 있는 빈두사라스는 훌륭한 마나사 호수로 알려져 있다. 그곳은 백조와 사라사 새들로 가득하다. 그것은 수라스와 싯다스에 의해 의지된다. 진주와 보석이 곳곳에 흩어져 있고 화려한 라트나들가 빛을 발했다. 이 니디(마하파드마의 보물)는 칼하라와 쿠무다와 함께 빛났다. 우주에 존재하는 신적인 것이 무엇이든 화려한 마하칼라바나에 존재한다.— 스칸다 푸라나, 46장

### 브라흐마 푸라나
브라흐마 푸라나에서 크리슈나가 건설한 드바라카시는 수백 개의 호수와 수백 개의 두꺼운 성벽을 자랑하는 웅장한 공원과 외벽으로 구성된 아마라바티를 설명하는 것으로 명시되어 있다.

## 같이 보기
- 스바르가
- 데바로카
- 바이쿤타
- 사티아로카
- 카일라사